# Seal (motorfiets)

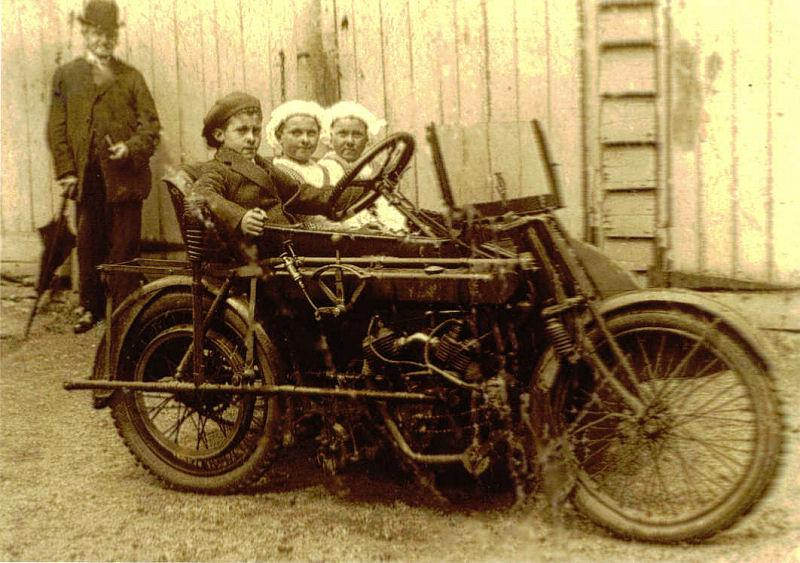
Familiefoto van de familie Peacock uit Engeland (foto beschikbaar gesteld door Bill Peacock)

Seal is een historisch merk van motorfietsen.
Haynes & Bradshaw, later Seal Motors Ltd. en Haynes Economy Motors, Hulme, Manchester (1914-1925).
Haynes & Bradshaw bouwde een bijzonder voertuig, dat eruitzag als een “normale” motor met zijspan, maar dat vanuit het zijspan bestuurd werd met een stuurwiel en slechts één persoon kon vervoeren (er kon dus niemand op de motor zitten). Het blok was een 986 cc JAP-V-twin. De naam "SEAL" stond voor: "Sociable Economical And Light".
Het merk Scott bouwde in 1920 een soortgelijke machine, de Scott Sociable en AJS leverde al in 1915 de AJS Sociable